# Dolichoderus ghilianii
Dolichoderus ghilianii é uma espécie de formiga do gênero Dolichoderus.